# Schlosspark Biesdorf
Der Schlosspark Biesdorf (auch Stadtpark Biesdorf genannt) ist eine Parkanlage im Ortsteil Biesdorf des Berliner Bezirks Marzahn-Hellersdorf. Er entstand als Gutspark bereits im 18. Jahrhundert und umfasst eine Fläche von 14,3 Hektar.

## Geschichte
Der Schlosspark entstand zusammen mit dem Bau des Schlosses im Jahr 1868. Hans-Hermann von Rüxleben hatte nördlich des Dorfangers sieben Parzellen aufgekauft. Das etwa vier Hektar große Grundstück reichte von der Dorfstraße bis zum Triftweg 7.

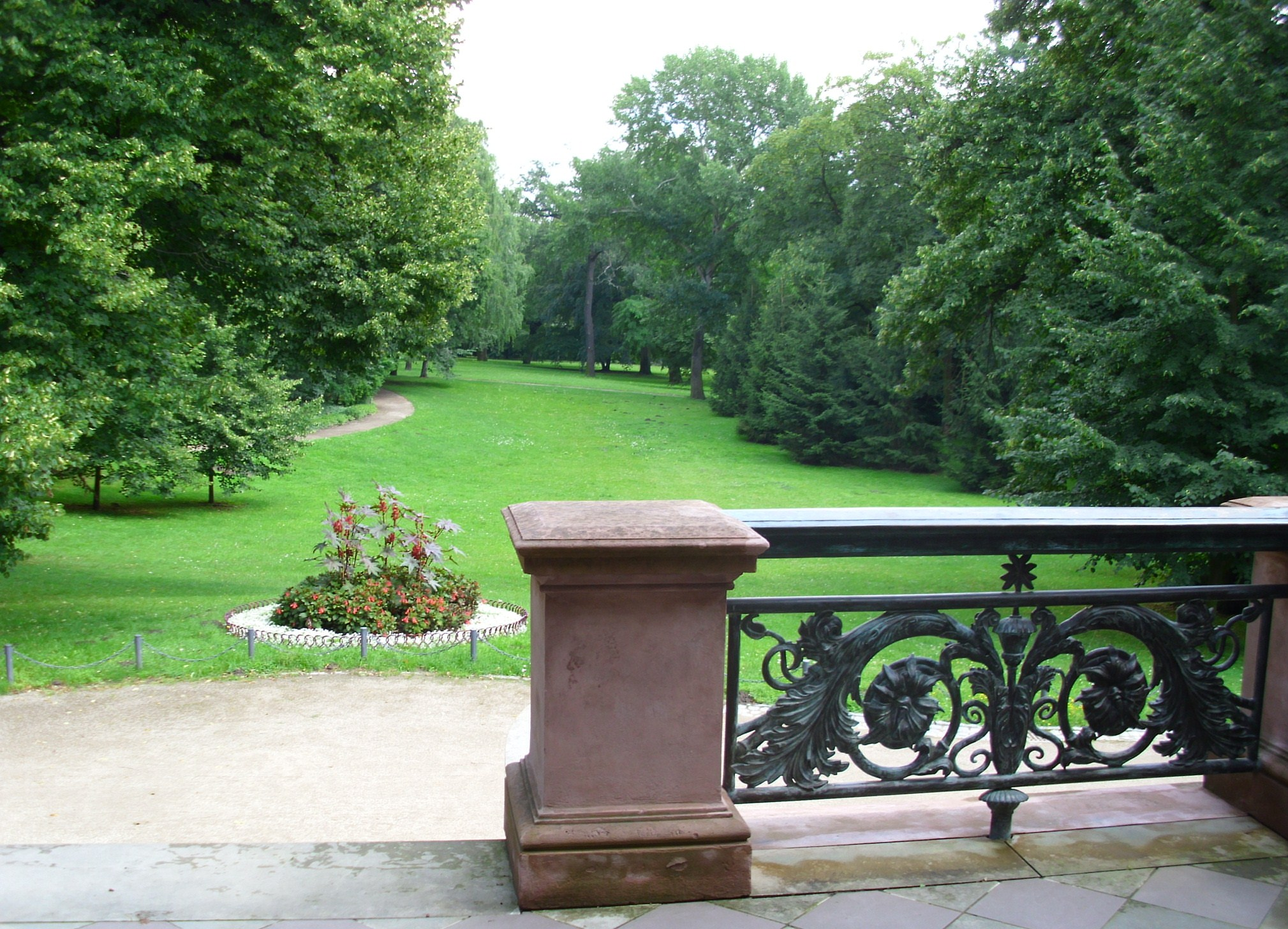
Schlosspark

Zunächst ließ der Gutsherr einen Eiskeller in zylindrischen Formen von 3,80 Meter Durchmesser und einer Höhe von 7,50 Metern in das Gelände hineinbauen. Der Eingang zu dieser Frischhalteanlage befand sich im Norden des Parks. Die Gutsangestellten holten im Winter Natureis von der Wuhle zur Einlagerung in den Eiskeller, sodass fast ein halbes Jahr lang (bis September/Oktober) die Lebensmittel frischgehalten werden konnten.

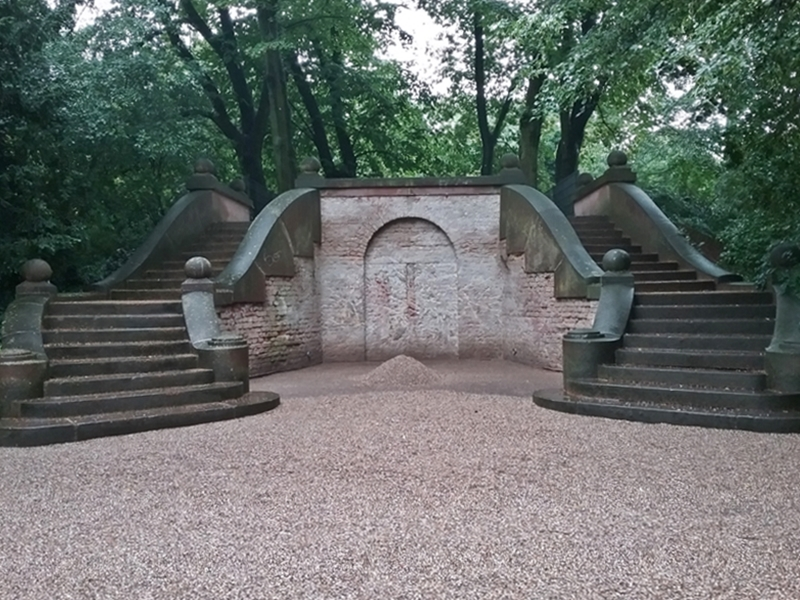
Eiskeller

Der Eiskeller wurde um das Jahr 1900 durch den Architekten Paul Hentschel so umgestaltet, dass er mit den vorhandenen übrigen Gebäuden und Bepflanzungen ein vollkommeneres Gartenensemble bildete. Die Nordseite des Eiskellers erhielt eine doppelläufige geschwungene Treppe aus rotem Mainsandstein und wurde mit zwölf Kugelaufsätzen verziert.
Vor dem Eiskeller wurde ein kleiner Teich angelegt, dessen Eis nun fortan die Lagerräume kühlte. Der Erdaushub bildete eine Erhebung auf der Nordseite.
Der zweite Besitzer von Park und Schloss wurde Günther von Bültzingslöwen, der den Park jedoch kaum pflegen ließ.
Georg Wilhelm von Siemens, der nachfolgende Eigentümer, konnte nach Verhandlungen mit der Gemeinde Biesdorf weitere Flächen hinzukaufen, um den Park zu vergrößern. Der Triftweg wurde um 20 Meter nach Norden verschoben, eine Option zur weiteren Vergrößerung bis zur Trasse der Königlichen Ostbahn Berlin–Küstrin wurde vereinbart. Im Jahr 1889 beauftragte Siemens den Gartengestalter Albert Brodersen mit der Neugestaltung der gesamten Grünanlage.
Weitere Umbaumaßnahmen und Verlegungen von Wegen im Park erfolgten im Jahr 1898. Dabei erhielt der Verbindungsweg zwischen dem Krummen Weg (spätere Oberfeldstraße) und dem Cohn’schen Weg (Blumberger Damm) einen anderen Verlauf. Das Gelände wurde vollständig eingezäunt. Nach Abschluss dieser Arbeiten hatte die Parkanlage eine Gesamtgröße von 14 Hektar.

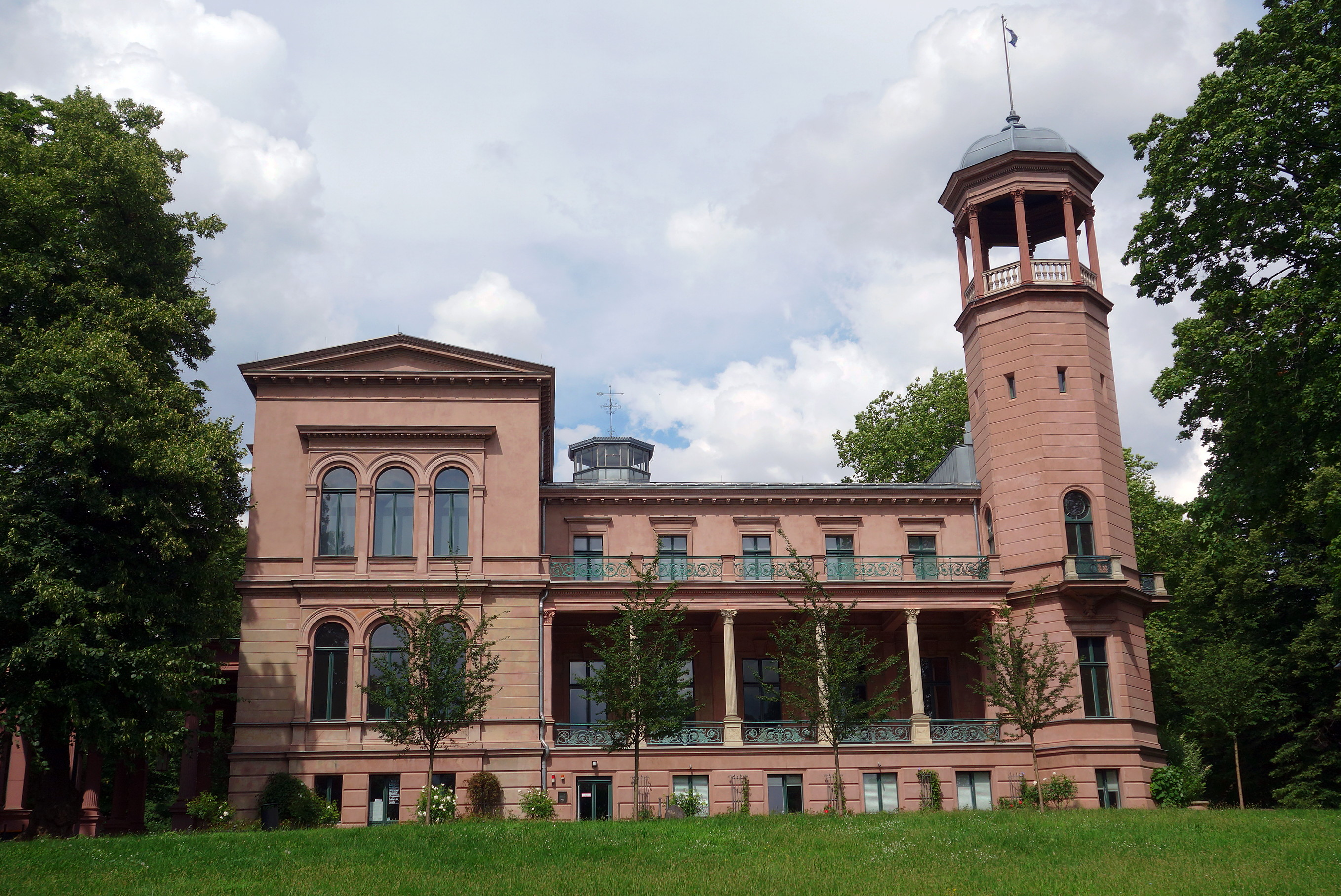
Schloss Biesdorf

Vom Portikus des Schlosses bis zur Nordgrenze des Parks brachten Gärtner Linden in die Erde, die in gerader Linie eine Lindenallee bildeten. Das schmiedeeiserne Jugendstiltor – ebenfalls nach einem Entwurf von Paul Hentschel gefertigt – schloss den Park zum Verbindungsweg, der mit einer Allee aus Roteichen bepflanzt war, zur Ostbahn ab. Zwei Rasentennisplätze entstanden westlich der Lindenallee, davor kam wahrscheinlich auf besonderen Wunsch von Elly von Siemens ein rechteckiger Teepavillon aus Knüppelholz.
Neben dem Teepavillon legten die Gärtner einen kleinen Rosen-, Obst- und Kräutergarten an. Auffallende Zierde der Rasenfläche waren die vielen Koniferen und besondere Laubgehölze, auch exotische Pflanzen. Kegelförmige Scheinzypressen rahmten die Eiskellertreppe ein, an den Wangen der Treppe standen Kübelpflanzen. Auf der sonnigen Seite, im Süden des Gebäudes fanden Rotdornbäume Platz, die kugelförmig geschnitten wurden. Zahlreiche weitere einheimische Baumarten wie Rotbuchen, Stiel-, Trauben- und Roteichen, Sommer- und Winterlinden, Kastanien, Hainbuchen, Berg- und Spitzahorn vervollständigten die Parkanlage. An den Wiesenrändern wurden Fichten- und Kieferngruppen gepflanzt, an der Nordseite des Schlosses dagegen Platanen. Die im Park angesiedelten Pyramidenpappeln stehen in Verbindung mit der Architektur des Schlossturmes und sollen an Italien erinnern. Im östlichen Bereich des Parks findet sich eine aus der englischen Gartenkunst entlehnte Gestaltung mit geschwungener Wegeführung und kurzgehaltenen Rasenflächen, die mit Baumgruppen und Solitärbäumen umrahmt sind.

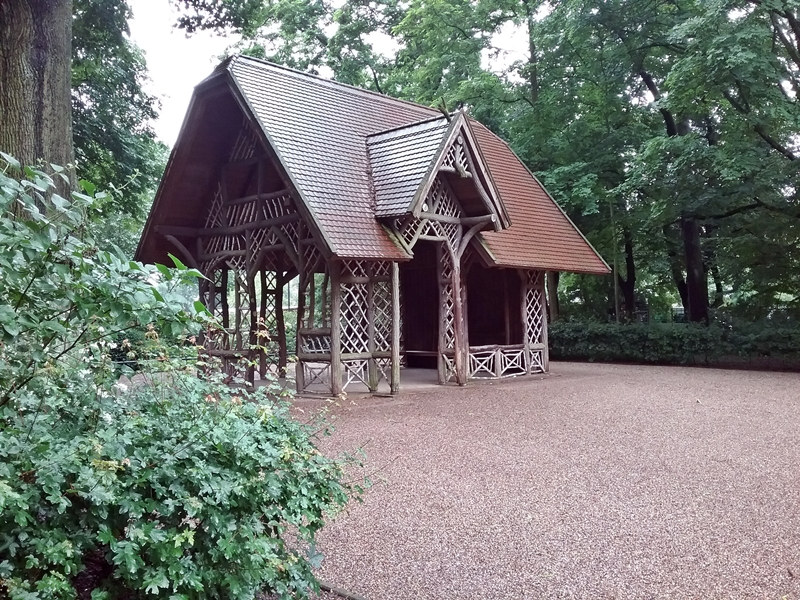
Teepavillon

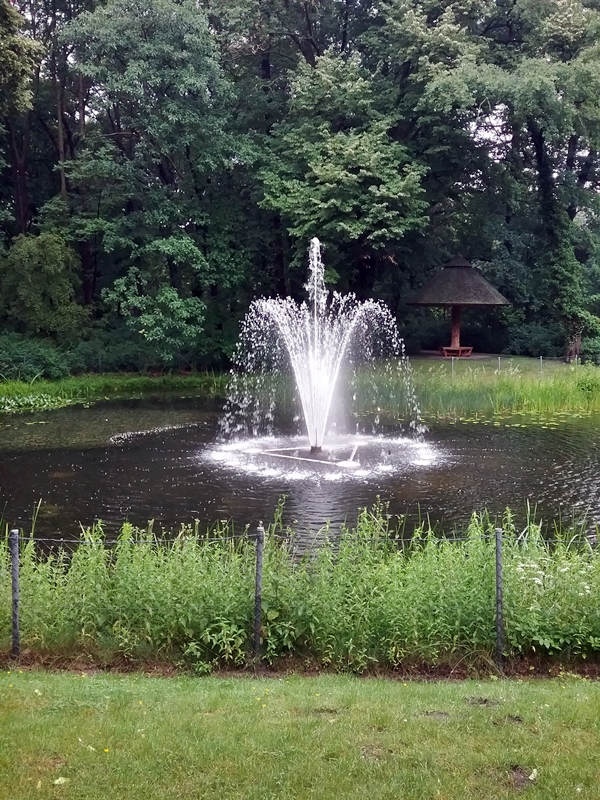
Fontäne

Die Stadt Berlin erwarb im Jahr 1927 die Parkanlage und hat sie ein Jahr später öffentlich zugänglich gemacht. Nach Öffnung des Parks veränderte sich einiges. Auf der Fläche der Tennisplätze entstand ein Kinderspielplatz mit Wippe, Schwebebalken und Sitzgelegenheiten; für Besucher und deren Kinder wurde ein Rehgehege angelegt. Die ursprüngliche Kegelbahn wurde zu Umkleideräumen umgebaut. Das Teehaus verschwand am Ende des Zweiten Weltkriegs, um Brennmaterial zu bekommen. Auch einige der älteren Bäume wurden gefällt.
Nach dem Zweiten Weltkrieg gab es wiederum massive Veränderungen der gesamten Parkanlage. Im nördlichen und östlichen Bereich des Parks entstanden ein Notfriedhof und eine Feierhalle. Dort wurden die Angehörigen der Roten Armee und in den letzten Kriegstagen verstorbene Zivilisten bestattet. Auf Befehl der SMAD erhielt etwa die Hälfte der Fläche eine Einfriedungsmauer aus hohen Klinkern. Die abgegrenzte Fläche führte von der Dorfstraße links bis zur Höhe des Portikus, dann westlich der Lindenallee bis zum (heutigen) Querweg an der Parkbühne vorbei, schließlich zur Globsower Straße (Blumberger Damm) und dann entlang der Dorfstraße. Der nördliche Parkteil sollte Benutzern weiterhin offen stehen. Im Jahr 1951 lieferte der Gartenarchitekt Johannes Mielenz entsprechende Umbaupläne. Die Instandsetzungsarbeiten der Wegesysteme und die Neuanlage von Verbindungswegen zogen sich bis zum Jahr 1955 hin.
Im Jahr 1956 erhielt der Park die Biesdorfer Parkbühne mit 2000 Besucherplätzen, nördlich davon einen Sandspielplatz. Der Notfriedhof wurde im Jahr 1958 aufgelöst und die Toten auf den Parkfriedhof Marzahn umgebettet, ein Jahr später verschwand die Friedhofsmauer, nur ein Rest an der Auffahrt zum Schloss blieb erhalten. Im Nordwesten und im Osten wurde der Park in den Jahren 1960 und 1961 entlang der Globsower Straße neu eingefriedet. Einige Jahre später kam ein Jugendschwimmbecken hinzu, das im Jahr 1980 aus hygienischen Gründen wieder geschlossen werden musste. Ab 1961 wurden Ferienspiele im Park und im Schloss veranstaltet. Drei Jahre später entstand im nördlichen Bereich des Parks ein Verkehrsgarten. Anfang der 1970er Jahre wurde der Schlosspark neu gestaltet, und von 1974 bis 1976 entstand in der Nähe des S-Bahnhofs Biesdorf ein neuer Indianerspielplatz nach den Entwürfen des Gartenarchitekten Gregor Beimelers. Der Verkehrsgarten und der erste Spielplatz wurden bis zum Jahr 1978 durch andere Spieleinrichtungen ersetzt. Der Schlosspark und das Schloss stehen seit 1979 in der Denkmalliste.
Im Jahr 1982 begann eine erneute Rekonstruktion der Anlage, aber es sollte ein Freizeit- und Erholungspark bleiben. Der Mauerfall und die deutsche Wiedervereinigung führten zu einem kompletten Neubeginn im Bereich des Schlossparks Biesdorf: 1991 begannen Rückbaumaßnahmen wie die Entsiegelung von Betonflächen. Die Finanzierung erfolgte aus Mitteln des Natur- und Grünflächenamtes des Bezirks. Parkpflege- und Entwicklungskonzepte zur Wiederherstellung des historischen Aussehens des Parks wurden erarbeitet, und unter Leitung von Josef Batzhuber erfolgten gartendenkmalpflegerische Maßnahmen wie die Verjüngung der Gehölze, eine intensive Bestandspflege und Ergänzung des Altbaumbestandes durch die gleiche Art und Gattung an den historischen Standorten. Großgehölze und Blütensträucher wurden neu gepflanzt, Bodendecken erneuert. Im Jahr 1998 konnte der Abguss einer Büste von Werner von Siemens wieder auf die noch originale Sandsteinstele am Eiskellerhang aufgestellt werden, ein Teepavillon nach historischen Vorlagen wurde neu errichtet. 165 neue Bäume wurden bis zum Jahr 2000 gepflanzt. Die Sanierung aus Mitteln der Senatsverwaltung für Stadtentwicklung und des Bezirksamtes wurde noch bis zum Jahr 2010 fortgesetzt. Die intensiven Bemühungen fanden im Jahr 2012 mit der Verleihung des Green Flag Award für den Schlosspark Biesdorf öffentliche Anerkennung.
Im Juni 2021 wurde am Rande des für gefallene Soldaten eingerichteten ehemaligen Grabfeldes im Schlosspark Biesdorf ein Gedenkstein gesetzt.
Schlossteich
Die Wasserfläche des Schlossteichs ist circa 30 m × 15 m groß, er ist knapp einen Meter tief. In der Mitte befindet sich seit den Umbauarbeiten der 1950er Jahre eine Fontäne, die das Wasser mit Sauerstoff anreichert und mit ihrem Wasserspiel ein mediterranes Flair vermittelt. Der Teich mit Fontäne und der Eiskeller wurden 1998 wiederhergestellt.

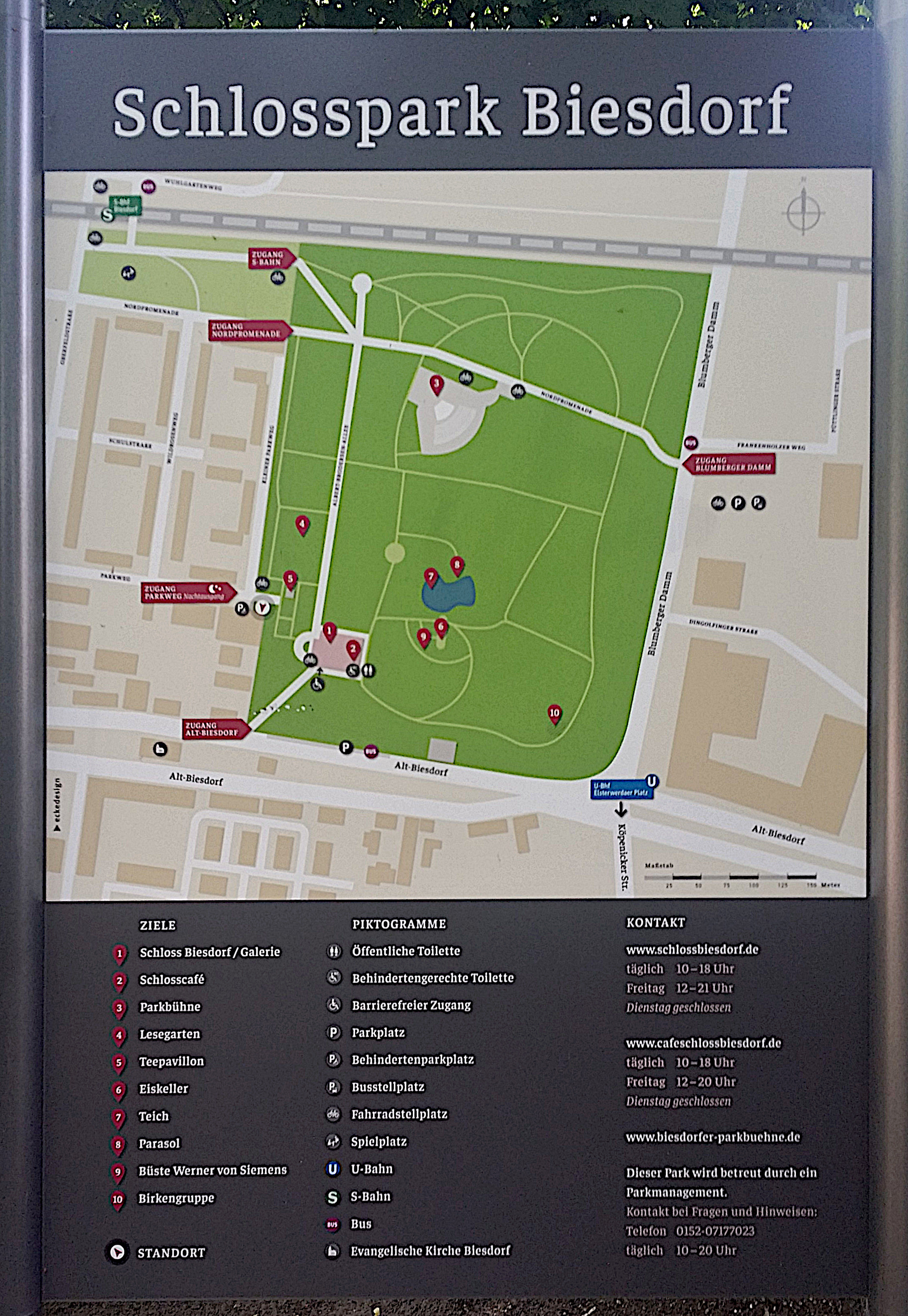
Infotafel Schlosspark

## Beschreibung und Nutzung
Ein Weg verläuft von der Südwestecke des Parks, am Rittmeisterhaus vorbei bis zum Schloss. Um das Schloss führt in asymmetrischer Weise ein Rundweg. Außerdem erschließen zwei verschwenkte Wege den östlichen Teil des Parks, der zur Dorfstraße abfällt. Eine Lindenallee durchzieht den Park von Süden nach Norden.
Alljährlich wird seit den 1930er Jahren im Mai das historische Baumblütenfest im Park veranstaltet.